# Voyn Voynov
Voyn Yordanov Voynov (bulgare : Войн Йopдaнов Войнов), né le 7 septembre 1952 à Chepintsi en Bulgarie, est un joueur de football international bulgare qui évoluait au poste d'attaquant, avant de devenir ensuite entraîneur.

## Biographie

### Carrière de joueur

#### Carrière en club
Avec le club du Levski Sofia, il dispute 224 matchs en première division bulgare, inscrivant 36 buts. Il réalise sa meilleure performance lors de la saison 1973-1974, où il inscrit 8 buts.
Il dispute également avec le Levski, sept matchs en Coupe d'Europe des clubs champions, inscrivant deux buts. Il marque notamment un but en octobre 1977 contre l'Ajax Amsterdam, lors des huitièmes de finale.
Il remporte trois titres de champion de Bulgarie et trois Coupes de Bulgarie avec le Levski Sofia.

#### Carrière en sélection
Voyn Voynov joue 31 matchs en équipe de Bulgarie entre 1973 et 1979, sans inscrire de but.
Il reçoit sa première sélection le 18 avril 1973, contre la Turquie, lors de la Coupe des Balkans des nations. La compétition se déroule de 1973 à 1976, et la Bulgarie remporte ce tournoi. Il joue son dernier match en équipe nationale le 6 juin 1979 contre l'Angleterre, dans le cadre des éliminatoires de l'Euro 1980.
Il figure dans le groupe des sélectionnés lors de la Coupe du monde de 1974. Lors du mondial organisé en Allemagne, il joue trois matchs : contre la Suède, l'Uruguay, et les Pays-Bas.

## Palmarès
Bulgarie
- Coupe des Balkans (1) :
  - Vainqueur : 1973-76

 Levski Sofia
- Championnat de Bulgarie (3) :
  - Champion : 1973-74, 1976-77 et 1978-79.
  - Vice-champion : 1974-75, 1975-76 et 1980-81.

- Coupe de Bulgarie (3) :
  - Vainqueur : 1975-76, 1976-77 et 1978-79.
  - Finaliste : 1973-74.